# Adolf-Kolping-Berufskolleg Kerpen-Horrem
Das Adolf-Kolping-Berufskolleg (AKBK Horrem, vollständiger Name Adolf-Kolping-Kollegschule des Erftkreises in Kerpen-Horrem) in Kerpen-Horrem, Rhein-Erft-Kreis ist ein Berufskolleg in Nordrhein-Westfalen, welches 1927 als erste Berufsschule Preußens gegründet wurde. Die nach Adolph Kolping benannte Kollegschule entstand 1982 durch Umwandlung aus der vorhergehenden Schulform und ist eine Schule in öffentlicher Trägerschaft. Das AKBK Horrem bietet Bildungsgänge in der Vollzeitform und im dualen System (Berufsschule) an, die Schwerpunkte sind die Berufsfelder Technik und Medien. Im Jahr 2017 besuchen etwa 1700 Schülern das Kolleg während etwa 80 Lehrer beschäftigt sind.

## Geschichte
Am 5. September 1927 wurde die Kreis-Berufsschule des Altkreises Bergheim als erste Kreis-Berufsschule Preußens gegründet. Ziel war die Umsetzung des bis heute weit verbreiteten dualen Systems in der beruflichen Bildung. Das System wurde als dual bezeichnet, weil der Betrieb als Stätte der praktischen Unterweisung und die Schule als Stätte des theoretischen Unterbaus beteiligt waren. Die Schule war bis zum Mai 1931 im Gebäude der damaligen Höheren Knabenschule in der Horremer Heerstraße untergebracht. Die Schule unterstand dem Kreisberufsschulamt in Bergheim. Dieses Amt wurde von Riesenbürger, welcher auch der Schulleiter bis 1933 war, neu organisiert. Schon damals wurden in etwa 70 Fachklassen über 1500 Schüler beschult.
Im Jahr 1931 wurde die Höhere Knabenschule aufgelöst, damit stand das gesamte Gebäude der Kreis-Berufsschule zur Verfügung. In den Jahren 1937/38 bezog die gewerbliche Abteilung das neue Gebäude in der Rathausstraße, die kaufmännische Abteilung zog in die Räumlichkeiten des ehemaligen Kreis-Kinder-Erholungsheims.
Am 1. August 1954 wurde im Rahmen der in den fünfziger Jahren zunehmenden Bildungsbeflissenheit eine „Berufsaufbauschule“ eingerichtet. Dabei handelte es sich um eine Abendschule, die besonders begabten und engagierten jungen Leuten neue Qualifikationen ermöglichen sollte. Absolventen dieser Schule schlugen dann sogar als weiteren Weg den Besuch einer Hochschule ein. Träger dieser Schule waren die Rheinischen Braunkohlewerke und ab dem 1. Oktober 1959 der Landkreis Bergheim.
Am 26. November 1970 erfolgte die Umwandlung in eine Fachoberschule für Technik und Wirtschaft. Standort war das Gebäude in der Rathausstraße.
Ebenfalls im Jahre 1970 wurde eine höhere Handelsschule in Horrem am Höhenweg eingerichtet. Im Zuge des weiteren Ausbaus der beruflichen Bildung beschloss der Kreistag ein neues Berufsschulzentrum in der Ina-Seidel-Straße in Horrem. Der Bau der Schule wurde 1974 begonnen und im Jahre 1978 konnte die neue Schule unter dem Schulleiter Klemens Hecker bezogen werden. Erstmals gab es eine Trennung zwischen den fachlichen Schwerpunkten: Während Horrem zum Standort der gewerblich technischen Bildung wurde, wanderte die kaufmännische Abteilung ab und erhielt einen neuen Standort in den Berufsbildenden Schulen des Erftkreises für Wirtschaft und Verwaltung in Frechen-Habbelrath.
Am 7. Juli 1981 beantragt das Lehrerkollegium die Teilnahme am Kollegschulversuch nach dem neuentwickelten „Ausbaumodell“. Am 14. September 1982 wurde die Gesamtkonferenz über die folgenden Beschlüsse unterrichtet:
- Mit Erlass des Kultusministers vom 17. Februar 1982 ist die Berufsbildende Schule in eine Kollegschule umgewandelt worden.
- Durch Beschluss des Kreistages wird die Schule nach Adolf Kolping benannt und trägt damit den Namen Adolf-Kolping-Kollegschule des Erftkreises in Kerpen-Horrem.

2012 wurde das Adolf-Kolping-Berufskolleg als Europaschule zertifiziert.

## Bildungsgänge

### Ausbildungsvorbereitung
Die Schüler in diesen Klassen werden auf eine spätere mögliche Ausbildung vorbereitet, die Ausbildungsvorbereitung unterteilt sich in Praktikumsklassen und internationale Förderklassen.

### Berufsfachschule
Typ 1 im Berufsfeld Metalltechnik.
Typ 2 in den Berufsfeldern: Bau- und Holztechnik, Elektrotechnik, Fahrzeugtechnik und Metalltechnik.

### Höhere Berufsfachschule (Vollzeit)
Gestaltungstechnischer Assistent mit Fachhochschulreife. (GTA-FHR)
Gestaltungstechnischer Assistent mit Abitur. (Allgemeine Hochschulreife, GTA-AHR)
Informationstechnischer Assistent mit Fachhochschulreife. (ITA-FHR)
Informationstechnischer Assistent mit Abitur. (Allgemeine Hochschulreife, ITA-AHR)

### Fachoberschule (Teil- und Vollzeit)
Die Fachoberschule führt zur Fachhochschulreife. Sie wird in den Ausrichtungen Gestaltungstechnik und Informationstechnik angeboten.

### Berufsschule (Teilzeit)
Wird angeboten in den Bereichen Bau-/Holztechnik, Elektrotechnik, Fahrzeugtechnik sowie Informations- und Versorgungstechnik.

### Technikerausbildung (Teilzeit)
Wird angeboten mit der Fachrichtung Gebäudesystemtechnik.

## Gebäude und Einrichtungen
Die Schule besteht aus einem vierstöckigen Hauptgebäude, drei Anbaugebäuden und sechs Pavillons mit insgesamt rund 90 Unterrichtsräumen.
Darunter befindet sich eine Vielzahl von Computerräumen mit dem Betriebssystem Microsoft-Windows. Auf diesen befinden sich u. a. Entwicklungssysteme für die Anwendungsentwicklung, Adobe-Programme wie Photoshop und Illustrator, sowie das Office Paket. Zudem gibt es gesonderte Räume mit Mac-Computern, welche mit Final Cut Pro ausgestattet sind und hauptsächlich für den Videoschnitt genutzt werden. Die Schule nutzt hauseigene Server durch die alle Computer miteinander verbunden sind.
Die Schule hat ein eigenes TV-Studio, das mit drei professionellen Kameras und einer renovierten Bildregie inklusive Tonbereich ausgestattet ist.
Im Kfz-Labor befinden sich zwei große Hebebühnen, sowie vielerlei Werkzeuge, mit denen zur Reparatur zur Verfügung gestellte Autos bearbeitet werden können.
Es gibt zwei Fotostudios mit professioneller Beleuchtung und speziellen Foto-Wänden. Für die Fotoprojekte stehen einige Spiegelreflexkameras zur Verfügung, welche auch bis zum nächsten Tag ausgeliehen werden können.
Des Weiteren gibt es Räumlichkeiten wie:
- 1 Tonstudio
- 2 Elektrolabore
- 1 Chemielabor
- 1 CNC-Labor
- Räume für Mikrocontroller und Netzwerktechnik
- Werkstätten für Holz, Informations- und Elektrotechnik, Metall- und Schweißtechnik
- 1 Sporthalle mit zwei Trennvorhängen, um die Halle mit drei Klassen nutzen zu können.

Angegliedert ist das Energie Kompetenzzentrum (Ekozet), welches ein Lernort auf dem Gelände des AKBK ist, um Menschen Themen wie Energieversorgung, Energienutzung und Energieeffizienz näher zu bringen.